# 拉曼光譜學

能階圖展表示出不同的能階相對應的拉曼訊號。線的粗細大至成比例約略描述訊號的大小。

拉曼光譜學（Raman spectroscopy）是用來研究晶格及分子的振動模式、旋轉模式和在一系統裡的其他低頻模式的一種分光技術。拉曼散射為一非彈性散射，通常用來做激發的雷射範圍為可見光、近紅外光或者在近紫外光範圍附近。雷射與系統聲子做交互作用，導致最後光子能量增加或減少，而由這些能量的變化可得知聲子模式。這和紅外光吸收光譜的基本原理相似，但兩者所得到的數據結果是互補的。
通常，一個樣品被一束雷射照射，照射光點被透鏡所聚焦且通過分光儀分光。波長靠近雷射的波長時為彈性瑞利散射。
自發性的拉曼散射是非常微弱的，並且很難去分開強度相對於拉曼散射高的瑞利散射，使得得到的結果是光譜微弱，導致測定困難。歷史上，拉曼分光儀利用多個光柵去達到高度的分光，去除雷射，而可得到能量的微小差異。過去，光電倍增管被選擇為拉曼散射訊號的偵測計，其需要很久的時間才能得到結果。而現今的技術，帶阻濾波器 (notch filters) 可有效地去除雷射且光譜儀或傅立葉變換光譜儀和電荷耦合元件 (CCD) 偵測計的進步，在科學研究中，利用拉曼光譜研究材料特性越來越廣泛。
「拉曼光譜」這個名稱通常是指使用不被樣品吸收的雷射波長的振動拉曼。有很多種的拉曼光譜分析，例如表面增強拉曼效應、共振拉曼效應、針尖增強拉曼效應、偏極拉曼光譜等。

## 基礎原理
當光線照射到分子並且和分子中的電子雲及分子鍵結產生交互作用，就會發生拉曼效應。對於自發拉曼效應，光子將分子從基態激發到一個虛能量狀態。當激發態的分子放出一個光子後並返回到一個不同於基態的旋轉或振動狀態。在基態與新狀態間的能量差會使得釋放光子的頻率與激發光線的波長不同。
如果最終振動狀態的分子比初始狀態時能量高，所激發出來的光子頻率則較低，以確保系統的總能量守衡。這一個頻率的改變被名為Stokes shift。如果最終振動狀態的分子比初始狀態時能量低，所激發出來的光子頻率則較高，這一個頻率的改變被名為Anti-Stokes shift。拉曼散射是由於能量透過光子和分子之間的相互作用而傳遞，就是一個非彈性散射的例子。
關於振動的配位，分子極化電位的改變或稱電子雲的改變量，是分子拉曼效應必定的結果。極化率的變化量將決定拉曼散射強度。該模式頻率的改變是由樣品的旋轉和振動狀態決定。

## 歷史背景
雖然光的非彈性散射早在1923年被奥地利物理学家Adolf Smekal預測，但直到1928年才被實際的觀察到。拉曼效應是由觀察者的名字來命名，是由印度科學家錢德拉塞卡拉·拉曼利用太陽光觀察到此現象。（1928年，C. V. Raman與K. S. Krishnan一起發現，並且由Grigory Landsberg 和 Leonid Mandelstam獨立研究。）1930年，拉曼完成光的非彈性散射觀測，並且獲得了諾貝爾物理學獎。他利用太陽光和一個窄帶濾波器製造出單色光，並用一個“橫向”濾波器阻擋該單色光。拉曼發現，改變的頻率可以通過“橫向”濾波器。
拉曼效應系統的開創性理論，在1930年至1934年間由捷克斯拉夫的物理學家George Placzek 所開發。汞弧光燈成為主要的光源，先是攝影檢測，然後與光度檢測。目前光源則以雷射為主。

## 應用
拉曼光譜學在化學領域廣泛被運用，是因為化學鍵以及對稱分子都有其特殊振動的光譜資訊，因此提供作為分子鑑別時的重要特徵。例如，SiO, Si2O2, 和Si3O3的振動頻率是可被鑑別出來的，並列為紅外線光譜學以及拉曼光譜學配位分析的基礎。有機分子的特殊（波數）範圍在500-2000/厘米。另外一方面，光譜學配位分析技術也被運用到化學鍵結研究上，例如，在基質中加入酵素。
拉曼氣體檢測儀有許多實際的應用。例如，醫學上麻醉藥發揮效用的真正時間和手術中混合呼吸的氣體真正的時間。
自發性的拉曼光譜學在固態物理中常被運用，如原料特性、量測溫度和找尋樣品的crystallographic方位。例如，一組固態物質的特殊聲子模式提供實驗者能很快的辨識出單晶。另外，拉曼光譜學可以監測固態的低頻激發，例如電漿、磁振子和超導氣體的激發。拉曼信號，提供聲子模式中，Stokes（低頻轉換）強度和 anti-Stokes（高頻）強度的比值的資訊。
拉曼散射經由非等向性的晶體所產生，提供確定晶體方向性的資訊。拉曼光線的極化依賴晶體及雷射的極化，如果晶體結構(尤其是，晶體結構的點群)已經知道，就可以用來找到晶體的方向。

## 光譜顯微鏡
拉曼光譜提供了數個不同種類的顯微技術的分析(< 1 µm 直徑)。此種散射技術，樣品不需被固定或被切割，且拉曼光譜被收集於很小的範圍。水通常不會干擾拉曼散射的分析，因此拉曼光譜非常適合做為檢測應用在高分子聚合物、纳米材料、電化學、半導體、薄膜、礦物學、生物、醫學藥品、碳化物、線上過程監測、定量控制、刑事鑑定偵測：玻璃材料、氧化物、油漆和顔料、氫氧化物、高分子、硫化物、爆炸物、碳酸鹽、纖維、硫酸鹽、化學殘留物、磷酸鹽、顆粒性包裹體、麻醉劑和可控制物質……等。拉曼分光光譜儀，包含了光學顯微鏡、激發雷射、分光儀、電荷耦合元件(CCD)或者光電倍增管。

## 極化分析
拉曼散射光的極化作用亦包含了有用的信息。此特性可被量測利用平面偏極雷射激發和極化分析器分析(偏振片)。光譜由垂直和平行的偏振片而得平面偏振激發分析計算退極化比率。此種技術的研究對教學連接群論、對稱性、拉曼活性和拉曼的峰值位置一致。
由分析分子的定向和振動的對稱而可得光譜訊號。本質上，它可獲得與分子形狀有關係的資訊，例如在合成化學或者異構物方面的分析。此方法常被利用來分析分子在晶格、液晶或聚合物中的定向。

## 種類
數種的拉曼光譜分析技術持續發展中，被用來增強靈敏度(表面增強拉曼效應)、改善空間性的解析度(微拉曼光譜儀)，或者取得特殊的分析訊號(共振拉曼光譜)。
- 表面增強拉曼效應 通常以金或銀的膠體或者基板上附著金或銀的奈米粒子。金或銀粒子的表面電漿共振由雷射所激發，其結果產生增強金屬表面的電場。拉曼訊號的強度與電場成比例關係，因而增強了拉曼訊號(~1011)。此效應由Martin Fleischmann發現，但是由Van Duyne在1977年解釋此現象。[4]
- 共振拉曼光譜 當分子或晶格的激發光源的頻率與電子躍遷之頻率極相接近時，其一些振動模式之強度將大幅增加，此現象稱之共振拉曼效應。[5]
- 表面增強共振拉曼光譜 一個結合共振拉曼光譜現象和接近表面增強拉曼強度的技術，且激發光源的頻率極相接近於被分析的分子的最大吸收。
- 自發性拉曼光譜 分子的拉曼光譜與溫度之間關係現象。
- 光學鉗拉曼光譜
- 空間補償拉曼光譜 拉曼散射收集從側面的區域補償離開雷射激發光點，導致表面的訊號貢獻比傳統的拉曼光譜弱。[6]
- 同調anti-Stokes拉曼光譜 利用兩雷射產生同調的anti-Stokes頻率譜線，借此可以增加共振。
- 拉曼光學活性 分子的振動的光學活性，意指對掌異構物的左旋和右旋的偏極特性所造成的拉曼散射微小不同的強度。[7]
- 受激拉曼增益光譜 做同調拉曼散射時，試樣同時受兩雷射之照射，一作激發用(ωL)，一作監控用(ωS)，而拉曼散射之強弱可用ωS之增益為測度。
- 逆拉曼光譜 做同調拉曼散射時，試樣同時受兩雷射之照射，一作激發用(ωL)，一作監控用(ωS)，而拉曼散射之強弱可用ωL之減損為測度。
- 針尖增強拉曼光譜 利用銀或金的針去增強分子的拉曼訊號，其空間的解析度近乎於針尖的大小(20-30 nm)。TERS可以敏感地顯示出單一分子的振動能階。

## 文獻
1. ↑  Gardiner, Derek J.; Graves, Pierre R. . Springer Science & Business Media. 2012-12-06  [2025-04-05]. ISBN 978-3-642-74040-4 （英语）.
2. ↑  Placzek G.: "Rayleigh Streeung und Raman Effekt", In: Hdb. der Radiologie, Vol. VI., 2, 1934, p. 209
3. ↑  Khanna, R. K.; Stranz, D. D.; Donn, B. . The Journal of Chemical Physics. 1981-02-15, 74 (4)  [2025-04-05]. ISSN 0021-9606. doi:10.1063/1.441393. （原始内容存档于2024-07-16）.
4. ↑  Jeanmaire, David L.; Van Duyne, Richard P. . Journal of Electroanalytical Chemistry and Interfacial Electrochemistry. 1977-11-10, 84 (1): 1-20  [2025-04-05]. ISSN 0022-0728. doi:10.1016/S0022-0728(77)80224-6. （原始内容存档于2025-04-12）.
5. ↑  Chao, R. S.; Khanna, R. K.; Lippincott, E. R. . Journal of Raman Spectroscopy. 1975, 3 (2-3): 121  [2025-04-05]. ISSN 1097-4555. doi:10.1002/jrs.1250030203. （原始内容存档于2023-01-20） （英语）.
6. ↑  Matousek, P.; Morris, M. D.; Everall, N.; Clark, I. P.; Towrie, M.; Draper, E.; Goodship, A.; Parker, A. W. . Applied Spectroscopy. 2005-12-01, 59 (12): 393  [2025-04-05]. ISSN 0003-7028. doi:10.1366/000370205775142548. （原始内容存档于2023-11-17） （英语）.
7. ↑  Barron *, Laurence D.; Hecht, Lutz; McColl, Iain H.; Blanch, Ewan W. . Molecular Physics. 2004-04-20, 102 (8): 731-744  [2025-04-05]. ISSN 0026-8976. doi:10.1080/00268970410001704399. （原始内容存档于2023-12-27） （英语）.

## 外部連結
- An introduction to Raman spectroscopy
- Raman Application examples
- A introduction on Raman Scattering
- Raman Spectroscopy Applications （页面存档备份，存于）
- Chemical Imaging Without Dyeing - Chemical Imaging Without Dyeing
- DoITPoMS Teaching and Learning Package - Raman Spectroscopy （页面存档备份，存于） - an introduction, aimed at undergraduate level
- Raman Spectroscopy Tutorial - A detailed explanation of Raman Spectroscopy including Resonance-Enhanced Raman Scattering and Surface-Enhanced Raman Scattering.
- The Science Show, ABC Radio National - Interview with Scientist on NASA funded project to build Raman Spectrometer for the 2009 Mars mission: a cellular phone size device to detect almost any substance known, with commercial <USD$5000 commercial spin-off, prototyped by June 2006.
- Raman spectroscopy for medical diagnosis from the June 1, 2007 issue of Analytical Chemistry[永久]
- Spontaneous Raman Scattering (SRS)